# De guerre lasse
De guerre lasse je francouzský hraný film z roku 1987, který režíroval Robert Enrico. Jedná se o adaptaci stejnojmenného románu Françoise Sagana z roku 1985. Snímek měl světovou premiéru 16. prosince 1987.

## Děj
V červnu 1942 Jérôme a Alice překročí demarkační linii a nečekaně dorazí ke starému Jérômovu příteli Charlesovi. Charles je výrobce bot a synovec šéfa kabinetu Vichy, který se chce držet co nejdál  od politiky (ani odbojář, ani kolaborant).
Na druhou stranu Jérôme je členem odbojářské sítě a za Charlesem přijel jen proto, aby zorganizoval útěk židovské rodiny. Po jejich spěšném příjezdu se Jérôme spoléhá na jejich přátelství, aby přesvědčili Charlese, aby je na pár dní vzal k sobě.
Pád odbojové sítě, jejímž je Jérôme členem, urychlí události: Jérôme musí rychle najít nové útočiště pro židovskou rodinu. Když Alici požádá, aby jela do Paříže zjistit více, Charles ji odmítne nechat jít samotnou. Častější německá přítomnost ve svobodné zóně přivede Charlese k tomu, aby se přidal k odboji.

## Obsazení
| Nathalie Baye            | Alice                 |
| Christophe Malavoy       | Charles Sambrat       |
| Pierre Arditi            | Jérôme                |
| Geneviève Mnich          | Louise                |
| Philippe Clévenot        | Paul                  |
| Jean Bouise              | Roth                  |
| Maurice Chevit           | Elie Blumfield        |
| Catherine Arditi         | Dinah                 |
| Séverine Hayat           | Sarah                 |
| Henri Serre              | otec Montrichard      |
| Marc de Jonge            | kapitán SS            |
| Claude Evrard            | převaděč              |
| Liliane Rovère           | Bérénice              |
| Jean-Claude Bolle-Reddat | správce hotelu Rivoli |
| Philippe Dormoy          | odbojář               |
| Gérard Morel             | strážce               |